# صموئيل لوبيز
صموئيل لوبيز (بالإسبانية: Samuel López Pérez)‏ (23 أكتوبر 1991 مرسية إسبانيا - ) هو لاعب كرة قدم إسباني يلعب كمهاجم.

## روابط خارجية
- صموئيل لوبيز على موقع قاعدة بيانات كرة القدم.إي يو (الإنجليزية)
- صموئيل لوبيز على موقع Soccerway.com (الإنجليزية)